# Габровка-при-Заградцу
Габровка-при-Заградцу (словен. Gabrovka pri Zagradcu) — поселення в общині Іванчна Гориця, Осреднєсловенський регіон, Словенія. Висота над рівнем моря: 294,9 м.